# Otto-Werner Mueller
Otto-Werner Mueller (* 23. Juni 1926 in Bensheim; † 25. Februar 2016 in Charlotte, North Carolina) war ein deutsch-kanadisch-US-amerikanischer Dirigent und Hochschullehrer.

## Leben
Mueller studierte am Musischen Gymnasium in Frankfurt (Main) Dirigieren und Komponieren (u. a. bei Richard Strauss), Klavier, Trompete und Violine. 1945 wurde er Direktor der kammermusikalischen Abteilung von Radio Stuttgart und gründete und leitete den Kammerchor von Radio Stuttgart (heute SWR Vokalensemble Stuttgart). 1949 wurde er Opern- und Operettendirigent am Heidelberger Theater.
1951 emigrierte er nach Kanada. Dort arbeitete er zunächst als Korrepetitor, später als Dirigent für die CBC, wo er insbesondere an den Sendungen CBC Wednesday Night und L'Heure du concert mitwirkte. Später nahm Mueller Unterricht bei Igor Markevitch in Mexiko und gewann 1958 den zweiten Preis beim panamerikanischen Dirigentenwettbewerb.
Im selben Jahr wurde er Chorleiter der Opernklasse am Conservatoire de musique du Québec. 1963 gründete er die Victoria School of Music, die er bis 1965 leitete. Zur selben Zeit wurde er auch Dirigent des Victoria Symphony Orchestra. Als Gastprofessor am Moskauer Konservatorium unterrichtete er u. a. Maxim Schostakowitsch und Rudolf Barschai. Seine Aufführung des Barbier von Sevilla für das CBC Fernsehen gewann 1965 in den USA einen Emmy-Award als beste ausländische Produktion.
1967 übersiedelte Otto-Werner Mueller in die USA. Im Folgejahr und 1970 unternahm er Tourneen durch die Sowjetunion, wo er u. a. in Moskau, Leningrad und Riga auftrat. Er wirkte dann als Dirigent in Nordamerika u. a. mit dem San Diego Symphony, dem National Symphony Orchestra, und den Symphony Orchestras von Atlanta, Detroit, St. Louis, Fort Worth und Hartford und arbeitete als Gastdirigent u. a. mit dem Schottischen Nationalorchester und der Warschauer Philharmonie. Mueller dirigierte die Uraufführungen mehrerer Werke kanadischer Komponisten, darunter André Prévosts Pyknon (1966) und Diallèle, Sophie-Carmen Eckhardt-Gramattés Symphony-Concerto und Malcolm Forsyths 2. Sinfonie.
Als langjähriger Dirigierlehrer und Orchestererzieher baute er sich seit 1967 an der University of Wisconsin in Madison, der Music School der Yale University in New Haven (1973–1987), am Curtis Institute in Philadelphia (1986–2013) und an der Juilliard School of Music in New York (1987–2005) einen weithin respektierten Ruf auf. Achtzehn Jahre und bis ins hohe Alter von 79 Jahren unterrichtete Mueller gleichzeitig an der Juilliard School und dem Curtis Institute; an letzterem emeritierte er mit 87 Jahren mit der Verleihung eines Ehrendoktors. Zu seinen Absolventen gehören u. a. der ehemalige Musikdirektor der New Yorker Philharmoniker Alan Gilbert, der estnische Dirigent Paavo Järvi und der deutsche Dirigent Jens Georg Bachmann.
Mueller war zweimal verheiratet. Aus seiner ersten, 56 Jahre währenden Ehe mit Margarete Burchart entstammen drei Söhne (Bernhard, Michael und Peter); nach dem Tod seiner ersten Frau heiratete er 2003 Virginia Allen, mittlerweile Kuratorin seines umfangreichen Nachlasses.